# Arthur Laumann
Arthur Laumann (4 de Julho de 1894 - 18 de Novembro de 1970) foi um piloto alemão durante a Primeira Guerra Mundial. Abateu 28 aeronaves inimigas, o que fez dele um ás da aviação. Depois da guerra, juntou-se à Luftwaffe em 1935 onde desempenhou funções administrativas até 1945, tendo subido até ao posto de Major-general.